# Academia de Ciências de Nova Iorque
A Academia de Ciências de Nova York (em inglês:  New York Academy of Sciences) é uma sociedade americana composta por mais de 20.000 cientistas de todas as disciplinas e de mais de 150 países. Aponta para o sentido de  "avançar no entendimento da ciência, da tecnologia, medicina, e estimular novos meios de pensamentos sobre como sua pesquisa é aplicada e trazer benefícios  para toda a sociedade e o mundo". Desde que 1949 que opera com premissas na 2 East 63rd Street, Nova York, um edifício neo-italiano da Renascença construído em 1919. 
Desde que sua fundação em 1817, com o Liceu de História Natural na cidade de Nova York, a Academia organizou muitas reuniões com seus membros e outros cientistas e tem comunicado os resultados a imprensa. Em 1823 os processos de uma conferência foram publicados como sendo o  primeiro da série de Anais que ainda continuam. Os membros da Academia também podem ler o conteúdo de muitos Anais online. 
A Academia está ativa no sentido de formação de políticas para uso ou de promoção científica. Fornece conselheiros a estudantes terciários, organiza acontecimentos para estudantes secundários, inicia Projetos, elimina alguns trâmites de percurso em pesquisas e promove os direitos de cientistas e pesquisadores em todo o mundo.
Alguns membros antigos, incluem  Thomas Jefferson, James Monroe, Charles Darwin, John James Audubon, e Albert Einstein. a partir de 2005 seu Conselho do Presidentes inclui 16 vencedores de Prêmio Nobel. Na Marvel Comics, a academia faz muitas aparições com muita frequência, sendo frequentado por muitos cientistas fictícios como Dr. Curts e Dr. Octávio, inclusive por Peter Parker.

## História
Em 1831 a fundação da Universidade de Nova York passou a prestar um grande apoio ao Liceu. 
O Liceu foi renomeado para Academia de Ciências de Nova York em 1877. Em 1881 a publicação regular do Transações daAcademia de Ciências de Nova York começaram junto com os Anais. Uma terceira publicação de Autobiografias (Memórias) da Academia de Ciências de Nova York foi iniciada em 1895.
A Academia tornou-se um foco para organizações científicas em Nova York em 1891 sob o nome "a Aliança Científica". Estas organizações subseqüentemente tornaram-se Seções da Academia e mais Seções foram formadas para cobrir disciplinas anteriormente não representadas. Esta é a base da estrutura atual da Academia com aproximadamente vinte seções.